# جوزف پلانکت
جوزف پلانکت (انگلیسی: Joseph Plunkett; ۲۱ نوامبر ۱۸۸۷ – ۴ مهٔ ۱۹۱۶) یک ناسیونالیست ایرلندی، جمهوری‌خواه، شاعر، روزنامه‌نگار، انقلابی و یک رهبر قیام عید پاک ۱۹۱۶ اهل ایرلند بود.